# 五泉市
五泉市（日语：／ Gosen shi */?）為位于日本新潟縣下越地方的城市。當地的苗木產量位居日本第一，切花產量則位居日本第二。

## 出身名人
- 加藤澤男（體操選手）
- 近藤喜文（動畫師、動畫監督）
- 鶴卷和哉（動畫監督）
- 夏海慧（漫畫家）

## 外部連結
- 五泉市（页面存档备份，存于）